# Duwało
Duwało (maced. Дувало) – solfatara, jedna z nielicznych pozostałości  aktywności wulkanicznej w Macedonii Północnej. Znajduje się w pobliżu wsi Kosel, niedaleko Ochrydy, na wysokości 740 m n.p.m. Jest to kilka pęknięć w ziemi z których największe ma wygląd miniaturowego krateru o średnicy 50 cm i głębokości około 30 cm. Wydobywa się z niego dwutlenek siarki i dwutlenek węgla. 
Po serii trzęsień ziemi jakie miały miejsce w rejonie Ochrydy w 2017 roku pojawiło kilka nowych pęknięć. 
Na początku XX wieku kupcy z Ochrydy sprzedawali siarkę odzyskiwaną z solfatary, ponieważ jest to jeden ze składników służących do produkcji prochu. 
Duwało stanowi pomnik przyrody.